# Dedinszky Erika
Dedinszky Erika (Budapest, 1942. január 26. – 2022. július 26.) költő, műfordító, egyetemi tanár. A nyugati magyar emigráns irodalom, a nyugat-európai magyar avantgarde képviselője. 1956 óta Hollandiában élt.

## Élete
Szüleivel az 1956-os forradalom után emigrált külföldre. Középiskolai tanulmányait Magyarországon kezdte, Hollandiában fejezte be. A Nijmegeni Egyetemen francia nyelvet és irodalmat, filozófiát hallgatott.
A Mandala című holland avantgárd folyóirat társszerkesztője, a Holland Kulturális Minisztérium munkatársa, majd a Film International és a Poetry International magyar részlegének gondozója.
A kétnyelvű művész rendkívül sokat tett a magyar és holland irodalom, kultúra egymással való megismertetéséért. Pilinszky János, Csoóri Sándor, Lakatos Menyhért, Örkény István, Galgóczi Erzsébet, Hernádi Gyula műveit fordította hollandra, és több holland költő versét magyarra. Saját műveit magyar és holland nyelven egyaránt publikálta. Hollandiai elismertségét jelzi, hogy szerepel a Holland Költők Enciklopédiájában is.
Pályája a párizsi székhelyű emigrációs irodalmi, művészeti és kritikai folyóirat, a Magyar Műhelyhez tartozó művészeti közösség keretében indult, a Magyar Műhelynél adták ki első verseskötetét Gyógyfüvek, beszélő állatok címmel. Később a kör „kemény magja” közé sorolták. Tagja volt a hollandiai Mikes Kelemen Kör csoportjának, és annak vezetésében is szerepet vállalt. 1971. január–november között a kör elnöke volt. A magyarországi szervekkel való szoros együttműködést, a „szellemi forgalom” kiépítését támogatta, amely nézetével azonban szembekerült a kör konzervatív tagjaival. 1971 novemberében leváltották, majd 1973-ban ki is lépett a Mikes Kelemen Körből, mivel nem értett egyet a körnek „a valóságtól elrugaszkodó, a kedvező nemzetközi helyzetet ki nem használó, sem saját, sem általános érdekeket nem szolgáló magatartásával”.
Aktív szerepet vállalt a Magyarországi Anyanyelvi Konferenciák szervezésében, a III., IV. és V. konferenciák védnökségi tagja volt, és előadásokat tartott a hollandiai magyar kulturális életről.
Művészetét Pomogáts Béla a Magyar irodalom története című műben így jellemzi: „A Nagy László, Juhász Ferenc vagy Kormos István által érvényre juttatott folklorisztikus–szürrealisztikus dalszerűség jelentkezik Máté Imre és Dedinszky Erika népköltészeti hagyományokat ápoló, vagy velük érintkező balladáiban, ráolvasásaiban.
1977-ben jelent meg a legjelentősebb és legnagyobb hatású magyar líra-kiadvány az amszterdami Meulenhoff kiadó gondozásában De torén van het zwijgen (A hallgatás tornya) címmel, amelynek szerkesztő-fordítója Dedinszky Erika volt. A bevezetést írta, és társfordítóként is részt vett a kötet megjelenésében Kibédi Varga Áron. A verseskönyvvel a kortárs magyar költészet bemutatását tűzték ki célul, amely határozott áttörést eredményezett a magyar költészet hollandiai befogadásában. A kötetben helyet kapó hét költő közül négy, Weöres Sándor, Pilinszky János, Csoóri Sándor és Oravecz Imre magyarországi költő, a többiek külföldi magyarok. Tolnai Ottó Szerbiában, a Vajdaságban él, míg Vitéz György Kanadában, Bakucz József pedig az Egyesült Államokban élt és halt meg.
1981-ben Veress Miklóst, 1982-ben Csoóri Sándort, 1984-ben Pilinszky Jánost mutatta be a holland olvasóknak önálló kötetekben. 1981-ben a Martinus Nijhoff-díjat, a legrangosabb holland műfordítói elismerést – az indoklás szerint – három munkájáért kapta: A hallgatás tornya című, hét mai magyar költőt bemutató antológiájáért, Csoóri Sándor holland nyelvű Cantata Profana című versválogatásáért, valamint Örkény István Rózsakiállítás című regényének holland fordításáért. A Tweede Ronde irodalmi folyóirat 1984-es téli száma az ő válogatásában és fordításában mutatta be Gutai Magda, Balázsovics Mihály, Kiss Anna, Thinsz Géza, Tandori Dezső, Orbán Ottó, Kukorelly Endre, Péntek Imre, Takács Zsuzsa, Csáth Géza, Eörsi István és Kertész Ákos műveit a holland olvasóközönségnek.
Épp az akkoriban megrendezett magyarországi holland kulturális fesztivál előkészítésén dolgozott, amikor 1985-ben Budapesten súlyos baleset érte. Aktivitása csökkent, de továbbra is jelen van a magyar-holland irodalmi kapcsolatokban, csendesebben él hollandiai otthonában, de dolgozik, olvas, figyel továbbra is.
Műfordítói hitvallását a következő idézet fejezi ki a legjobban:

„ Az ilyen nemzeteknél (t.i. a magyaroknál) nagyon vékony a választóvonal az én-tudat és az álom-tudat között, az emberek még jóban vannak a saját álmaikkal. A tudatalatti pedig képekből áll. Nem véletlen, hogy a népköltészet Magyarországon ilyen sértetlenül fönnmaradt. A hollandoknál már a tizenkettedik századtól ipari társadalom fejlődött ki, megindult a polgárosodás, szétrobbantak a közösségek, kihalt a népművészet, amely eleve sokban különbözött a magyar folklórtól. A magyar népdalban a sorok nem logikai, hanem érzelmi szinten függenek össze egymással.
A holland népdal Á-tól Z-ig megy. A műfordításban kínszenvedés ezt a szakadékot áthidalni. Le lehet fordítani a költeményeket, de hiába. A Csoóri-versre azt mondják, szép-szép, de most mondd el a saját szavaiddal, hogy miről is szól. És nem lehet elmondani, mert minden egyes vers egy szilánkja az embernek. A hollandok kifejezetten félnek az effajta kitárulkozástól, számukra emiatt a magyar költészet túlságosan patetikus, dagályos. Fel nem foghatják például, hogy miként jön össze a költő gyermekkora, a tavasz, a fák meg a politika.
Ezért, ha magyar verset fordítok hollandra, anélkül, hogy megváltoztatnám a költemény értelmét, hangulatát, egy kicsit letompítom az éleket. A magyarok számára pedig az érthetetlen, hogy miként lehet elvont fogalmat elvont fogalomhoz hasonlítani, például egy metaforában. A filozofikus holland verseket tehát valamivel plasztikusabbá teszem magyarul, megpróbálok a magyar képi gondolkodásnak elébe menni”. A magyar ember vizuális, ugyanakkor a költészet, a költemény a gondolatoknak “ércnél is maradandóbb” foglalata.”

## Díjai és kitüntetései
- 1981. Martinus Nijhoff díj[22] (a Prince Bernhardt Alapítvány díja)[23]
- 1985. Bárczi Géza-díj
- 1986. Pro Cultura Hungarica emlékplakett[24]

## Irodalmi művei

### Megjelent művei, esszéi és interjúi
- Gyógyfüvek, beszélő állatok, Paris : M. Műhely, 1973
- Horváth Tamás: Kultúránk a világban. Hollandiai mindenesünk. Új Tükör, 1977. 39. szám, 30. oldal
- Kultúránk a világban. Paulo Rónai vagy Rónai Pál?, Új Tükör, 1978. 10. szám, 42. oldal
- Színház a máglyán, Mozgó világ. – 6. (1980) 10. , p. 3-13.
- Avantgarde színház Hollandiában (cikk)[26]
- Ónodi Éva: Hídépítők, Új Tükör, 1981. 37. szám, 6–7. oldal (Nyilatkozók: Nagy Károly, Sulyok Vince, Kovács Márton, Dedinszky Erika, Püski Sándor)
- A magyar kultúra ismertetése Hollandiában, A IV. Anyanyelvi konferencia tanácskozásainak összefoglalása. – (1982) , p. 71-75.
- Folyton valami más, Budapest : Magvető, 1983
- Reálisabb önismeret felé – A holland filmművészetről, Filmkultúra. – 20. (1984) 11-12. , p. 86-100.
- Négy holland költő, Nagyvilág. – 30. (1985) 7. , p. 981-982.
- Két nyelven, két kultúra költőjeként : beszélgetés Dedinszky Erikával, Életünk. – 22. (1985) 3. , p. 215-231.
- Pomogáts Béla: Arcok a nyugati magyar irodalomból 3. Dedinszky Erika írásai elé, NyéK, 1983. 73. szám, 82–83. oldal
- Pomogáts Béla: Dedinszky Erika írásai elé, NyéK, 1989. 73. szám, 82–85. oldal

### Megjelenései antológiákban
- Új égtájak (Az 1956 óta idegenben élők antológiája), Occidental Press, Washington, 1969 (a verseket válogatta és szerkesztette Gömöri György és Juhász Vilmos)
- Ismertek minket? Antológia (London, 1971)
- Az embernek próbája. (Amszterdam, 1976)
- Nyugati magyar költők antológiája, (Bern, 1980)
- Magyar költőnők antológiája (Budapest, 1997)
- Vándorének. Antológia (Budapest, 1981)
- Ötágú síp. Antológia (Budapest, 1992)

### Megjelent versei
- tárgytalan órák februárban (vers), Kortárs. – 22. (1978) 3. , p. 358.
- alaphiány; jövőm múltja; az egész világon, Mozgó világ. – 5. (1979) 5. , p. 83.
- szél (vers), Alföld. – 30. (1979) 5. , p. 43.
- talán most (vers), Alföld. – 30. (1979) 5. , p. 44.
- párhuzam (vers), Alföld. – 30. (1979) 5. , p. 44.
- más (vers), Alföld. – 30. (1979) 5. , p. 45.
- az egész világon de különösen Magyarországon oly nagyon rettegett feminizmus csak ennyi: (vers), Mozgó világ. – 5. (1979) 5. , p. 83. és Ezredvég. – 16. (2006) 10. , p. 19.
- egyszarvúhoz, rendkívül homorúan, Mozgó világ. – 6. (1980) 4. , p. 85.
- Csoóri Sándor dallamára (vers), Alföld. – 32. (1981) 5. , p. 5.
- Hóbaba (vers), Alföld. – 32. (1981) 5. , p. 6.
- anyák és leányaik; anyák és fiaik, Mozgó világ. – 8. (1982) 5. , p. 116-121.
- válaszom patak jános sebestyén billentyűs hangszerre írt barátságos mérkőzéseire a mai napon sajnos csak ez lehet:, Műhely. – 5. (1982) 3. , p. 55-57.
- Pasarét – Kósa Ferencnek, Filmkultúra. – 18. (1982) 11-12. , p. 20-21.
- öröm zsigmond mellényzsebében (vers), Alföld. – 33. (1982) 5. , p. 7.
- őskor (vers), Alföld. – 33. (1982) 5. , p. 8.
- mellékes helyiségek : max ernstnek : (vers), Alföld. – 33. (1982) 5. , p. 9.
- Mami-lak 1. anyák és leányaik, Mozgó világ. – 8. (1982) 5. , p. 116-119.
- Mami-lak 2. anyák és fiaik, Mozgó világ. – 8. (1982) 5. , p. 120-121.
- gyerekmedence (vers), Alföld. – 35. (1984) 6. , p. 34-35.
- Hotel Royal (vers), Filmkultúra. – 20. (1984) 5-6. , p. 5-6.
- a zebracsíkos utcai óra, Kortárs. – 28. (1984) 4. , p. 534-535.
- Szomjúság (vers), Alföld. – 36. (1985) 3. , p. 24-25.
- repülőn, Életünk. – 22. (1985) 1. , p. 13-15.
- atlanti ősz, Életünk. – 22. (1985) 3. , p. 211.
- ismeretlen ismerős, Életünk. – 22. (1985) 3. , p. 212.
- búcsú, Életünk. – 22. (1985) 3. , p. 213.
- XI. ker. kanizsai utca 26., Életünk. – 22. (1985) 3. , p. 213.
- tengeri scherzo, Életünk. – 22. (1985) 3. , p. 214.
- Életrajz(ok), Nyelvünk és kultúránk. – 14. (1988) 73. , p. 83.
- Baleset után, Nyelvünk és kultúránk. – 14. (1988) 73. , p. 84.
- Ismerősök, Nyelvünk és kultúránk. – 14. (1988) 73. , p. 84.
- Versek, Magyar Műhely. – 30. (1991) 79. , p. 37-39.

### Fordításai hollandra
- Pilinszky János, Janos Pilinszky, Rotterdam : Rotterdamse kunststichting, 1976
- Pilinszky János, Versek, 1976
- De toren van het zwijgen: een kcuze uit de moderne Hongaarse poezie. Ford.  (A hallgatás tornya), Meulenhoff, 1977. (Hét magyar költő versei)
- Csoóri Sándor, Cantata profana, Haarlem : In de Knipscheer, 1978
- Örkény István, Rozententoonstelling (Rózsakiállítás): regény, Amsterdam : Meulenhoff, 1979
- Hernádi Gyula, De vesting (Az erőd): regény, Haarlem : Knipscheer, 1981
- Lakatos Menyhért, Berookte beelden (Füstös képek): regény, Amsterdam cop. : Meulenhoff, 1982
- Vers vuur: over zigeunerliteratuur uit Hongarije, Haarlem, 1982. (antológia)
- Galgóczi Erzsébet, Met andere ogen (Törvényen belül): regény, Haarlem : Knipscheer, 1983 és 1986
- Pilinszky János, Krater : (gedichten), Vianen : Kwadraat, 1984
- Pilinszky János, Gesprekken met Sheryl Sutton : een tekstcollage, Amsterdam : s.n., 1985
- Veress Miklós: Muziekstukken, Haarlem 1981. ISBN 9789062650781 (válogatás a Porhamu című kötetből)

### Fordításai magyarra
Regények, antológiák
- Félbemaradt mennydörgés : tizenegy holland elbeszélő, Budapest : Európa, 1976
- Álcázott fény : Tiz holland költő : Antológia, Budapest : Európa, 1981
- Nooteboom, Cees, Szertartások : regény, Budapest : Európa, 1986

### Versfordításai magyarra
- Nooteboom, Cees, Leszáll az este, Életünk. – 22. (1985) 11., p. 998.
- Nooteboom, Cees, Egy másik vers Ibizából, Életünk. – 22. (1985) 11., p. 999.
- Nooteboom, Cees, Szerelem, Életünk. – 22. (1985) 11., p. 999.
- Nooteboom, Cees, Berbertemető Tinerhirben
- Nooteboom, Cees, Életünk. – 22. (1985) 11., p. 1003.
- Nooteboom, Cees, Marrakesh-i cserzővargák és bőrfestők, Életünk. – 22. (1985) 11., p. 1004.
- Nooteboom, Cees, Scholastica, Életünk. – 22. (1985) 11., p. 1004.
- Nooteboom, Cees, Az utolsó levél : Hans Andrens költő emlékének, Életünk. – 22. (1985) 11., p. 1000.
- Nooteboom, Cees, Kísértetek órája, Életünk. – 22. (1985) 11., p. 1001.
- Nooteboom, Cees, Az alvó istenek, Életünk. – 22. (1985) 11., p. 1003.
- Nooteboom, Cees, Sziklafal, Életünk. – 22. (1985) 11., p. 1005.
- Nooteboom, Cees, I Maschi, Életünk. – 22. (1985) 11., p. 1006.
- Nooteboom, Cees, Ksar, Ibel Sarhro, Életünk. – 22. (1985) 11., p. 1000.
- Nooteboom, Cees, Semmit, Életünk. – 22. (1985) 11., p. 1001-1002.
- Nooteboom, Cees, Én éppen egy másik dűlőúton ülök és festek, fütyörészve, Életünk. – 22. (1985) 11., p. 1002.
- Nooteboom, Cees, Trinidad, Életünk. – 22. (1985) 11., p. 1005-1006.
- Harry Ter Balkt: Hangyák című versének magyar fordítását a Kaláka együttes zenésítette meg, és adja elő

### Holland nyelven megjelent esszéi és interjúi
- De toren van het zwijgen : En keuze uit de moderne Hongaarse poezie, Amsterdam : Meulenhoff, 1977
- Hongaarse Filmweek : Utrecht, 28 April – 12 Mai 1978, Utrecht : 't Hoogt, 1978
- Vers vuur : over zigeunerliteratuur uit Hongarije, Haarlem : Knipscheer, 1982
- Een interview : interview van Louis Houët, Zigeunermuziek. – (1984), p. 42-52.
- Hongaars nummer : [anthologie], Amsterdam : Bakker BV., 1985

### Megjelenései külföldi emigráns folyóiratokban
- Irodalmi Újság
- Magyar Műhely
- Szivárvány
- Kertering
- Arkánum
- Itt-Ott Kalendárium 1974-1977, 1985, 2006.

### Versei hanglemezen
A Kaláka együttes 1984-ben megjelent Oda s vissza című lemezén szereplő magyarul megszólaló holland verseket, illetve holland nyelven előadott magyar verseket Dedinszky Erika fordította hollandra, illetve magyarra.
Könyvei megtalálhatók az Amerikai Kongresszusi Könyvtárban, a Holland Nemzeti Könyvtárban, és Magyarországon a Széchényi Könyvtárban.